# Aspen Hill (Maryland)
Aspen Hill ist eine Ortschaft (CDP) im Montgomery County im US-Bundesstaat Maryland mit 51.063 Einwohnern (Stand: Volkszählung 2020). Aspen Hill ist eine Vorstadt und Teil der Washington Metropolitan Area.

## Geschichte
In den 1920er und 1930er Jahren war Aspen Hill als Standort des Aspin Hill Memorial Park bekannt, einem von nur drei Haustierfriedhöfen, die damals an der Ostküste der Vereinigten Staaten betrieben wurden. Auf dem Aspen Hill Friedhof wurden unter anderem Hunde beerdigt, die im Ersten Weltkrieg gedient hatten, sowie die Haustiere von Anwohnern der Gegend. Am Welttierschutztag wurden dort oft Gedenkfeiern zu Ehren von Haustieren abgehalten.
Im Juli 1950 verkaufte Louis M. Denit 517 Acres (2,1 km²) Land in Aspen Hill an die Gelman Construction Company für ca. 300.000 Dollar. Denit war ein bekannter Anwalt, der sich auf Bank- und Treuhandrecht spezialisiert hatte. Die Gelman Construction Company kaufte das Land, um 2450 Häuser im Ranchstil (sogenannte Rambler) mit drei Schlafzimmern, ein Einkaufszentrum, Schulen, Spielplätze und Kirchen zu bauen. Die Häuser hatten einen Preis von jeweils unter 10.000 Dollar.
Im Januar 1955 verkaufte Minnie Goodman 268 Acres (1,1 km²) Land in Aspen Hill an Metropolitan Homes, Inc. Zu dieser Zeit war das Land das letzte freie Stück Land dieser Größe zwischen Rockville und Wheaton. Metropolitan Homes plante, 12.000 Häuser, Schulen, Einkaufszentren und Kirchen auf dem Land zu bauen. Die Preise für die Häuser begannen bei 15.000 Dollar pro Stück.
Aspen Hill war einer der Orte, an denen im Oktober 2002 eine tödliche Schießerei im Rahmen der Beltway Sniper Attacks stattfand.

## Demografie
Nach der der Volkszählung 2010 leben in Aspen Hill 48.759 Menschen. Die Bevölkerung teilt sich auf in 41,6 % Weiße, 18,1 % Afroamerikaner, 0,7 % amerikanische Ureinwohner, 11,1 % Asiaten und 3,8 % mit zwei oder mehr Ethnizitäten. Hispanics oder Latinos aller Ethnien machten 33,4 % der Bevölkerung aus. Das mittlere Haushaltseinkommen lag bei 87.055 US-Dollar und die Armutsquote lag bei 10,2 % der Bevölkerung.